# Tipula subpolaris
Tipula subpolaris är en tvåvingeart som beskrevs av Alexander 1919. Tipula subpolaris ingår i släktet Tipula och familjen storharkrankar. Inga underarter finns listade i Catalogue of Life.